# Камарупа

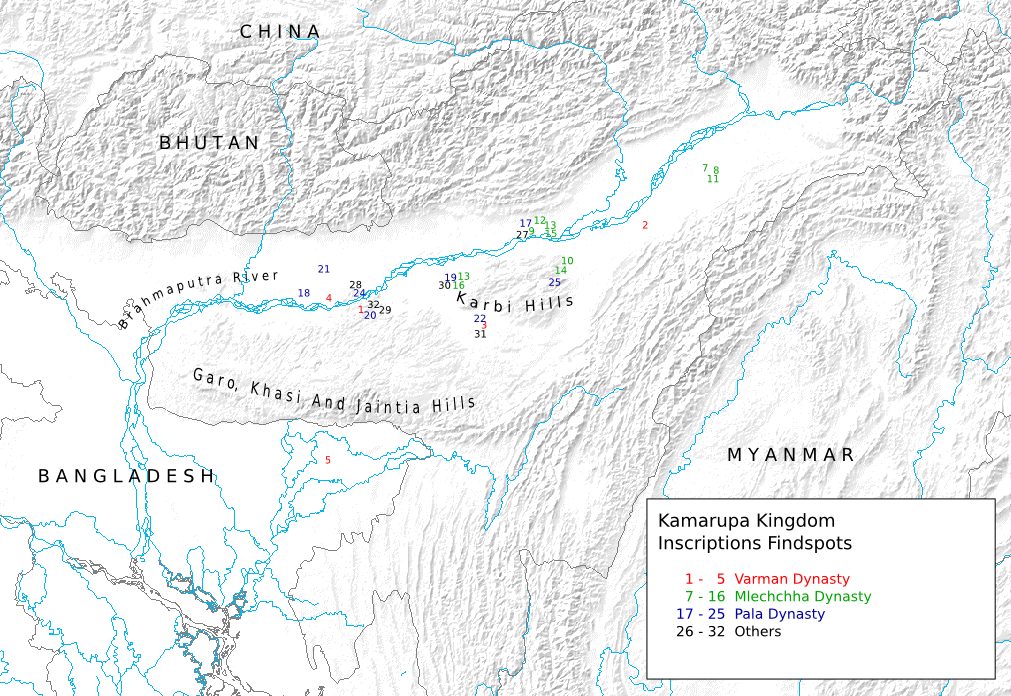
Места обнаружения надписей, свидетельствеющих о царстве Камарупа и позволяющим оценить его расположение.

Камарупа, также Прагджьотиша — первое царство на территории Ассама, о котором имеются исторические свидетельства. Оно существовало в период от IV до XII веков. Столицами были города, соответствующие современным Гувахати и Тезпуру. Территория государства простиралась на долину реки Брахмапутра, северную Бенгалию и частично Бангладеш, выходя к Индийскому океану.
После XII века царство прекратило существование, но название территории продолжало использоваться в хрониках.
На монетах Ала ад-дин Хусайн-шаха в XV веке район называется «Камру». Государство Ахом XVI века считало себя преемником царства Камарупа.
И сейчас округ Камруп называется по имени царства Камарупы.

## Источники

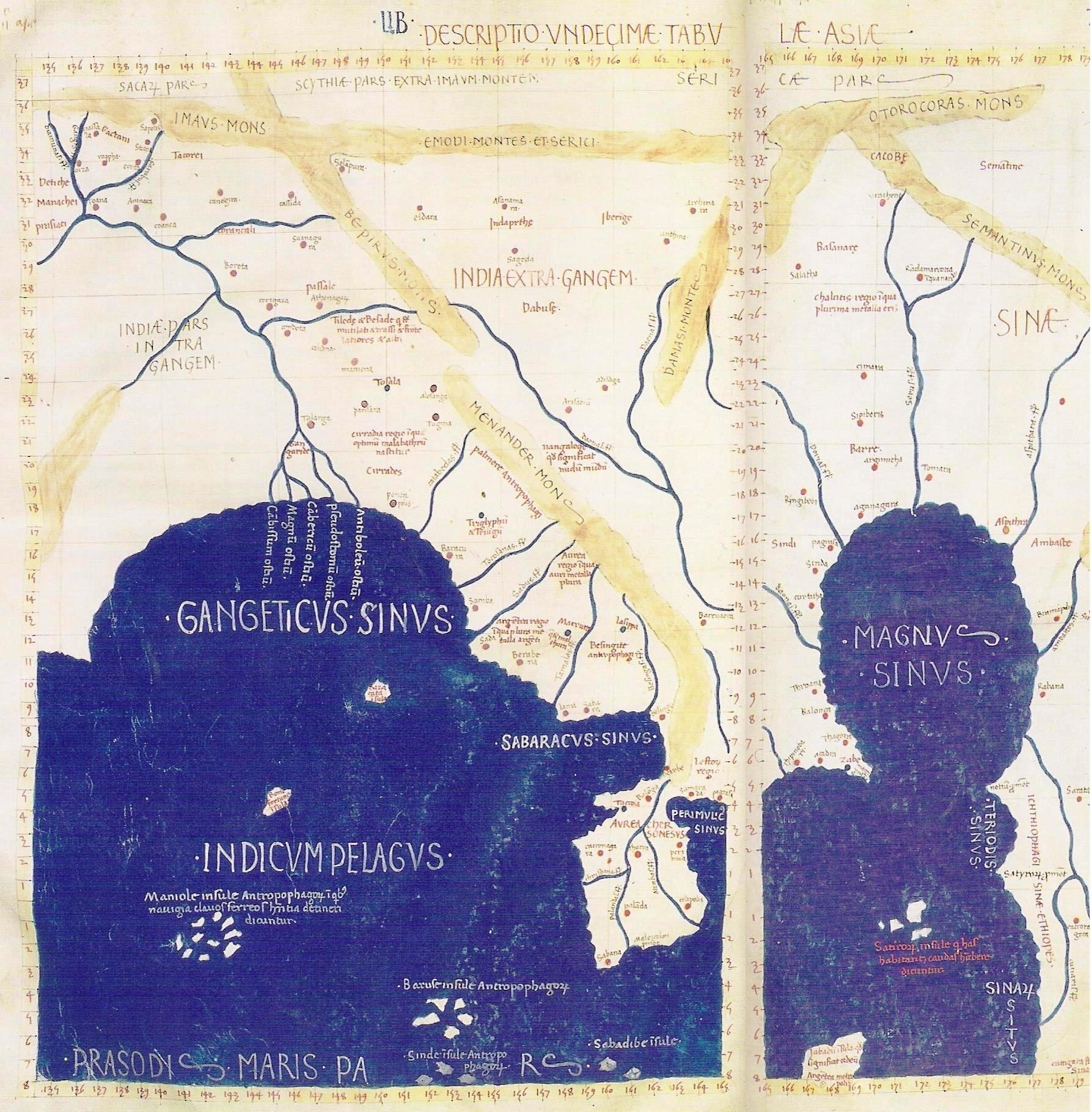
Азия на карте мира Птолемея Камарупа здесь называется Киррхадия

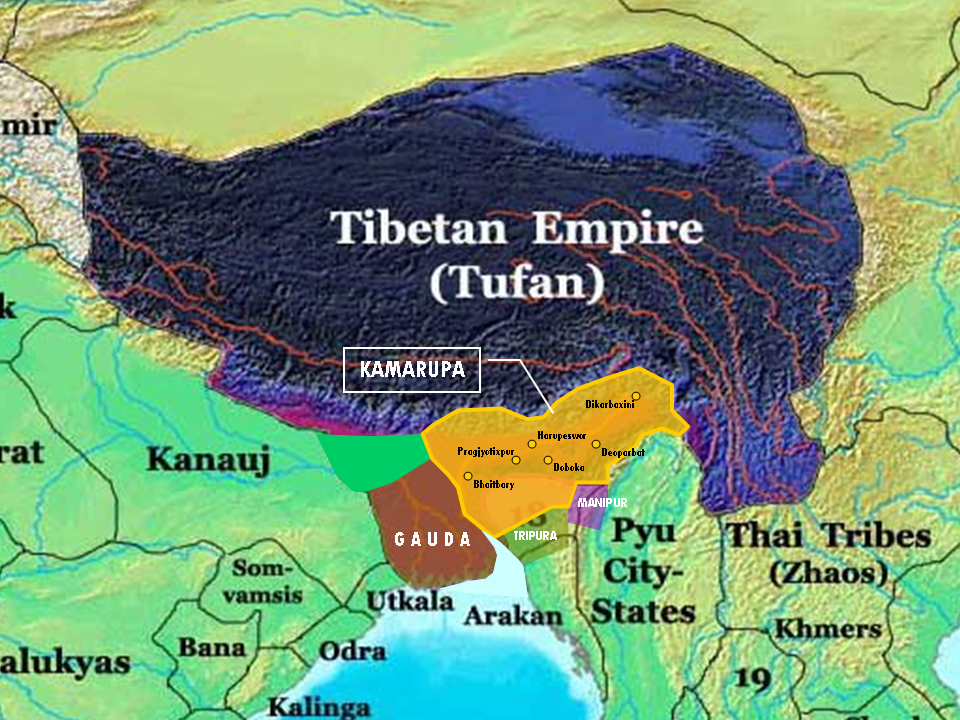
Царство Камарупа в VII—VIII веке

## Границы
По сведениям Сюаньцзана и Калика-пурана восточной границей была река Каратоя. Западной границей служил храм Тамрешвари (Pūrvāte Kāmarūpasya devī Dikkaravasini в Калика-пурана), где сейчас Садия. Южная граница находилась примерно на границе округов Дакка и Маймансингх в Бангладеш. В эту область входила вся долина Брахмапутры, и иногда даже современный Бутан.
В XIII веке царство распалось. Среди отдельных частей сначала возвысилось царство Камата, а позднее — Ахом.
В 1581 царь Каматы Наранараяна разделил царство на две части по реке Санкош. Этому разделению соответствует сегодняшняя граница между штатами Ассам и Западная Бенгалия. В 1602 восточное царство Коч подверглось атаке Мугалов, а в 1615 стало местом боёв между мугалами и Ахомом. Позднее Ахому удалось вытеснить мугалов и удерживал регион до прихода англичан в 1826 году.

## Государственное устройство
Структура государства стала известна благодаря надписям на медных табличках, оставленных царями Камарупы, и заметкам Сюаньцзана.
Царь имел божественное происхождение, несмотря на это династийный ход прервался дважды.
При дворе состояли учителя, поэты, учёные и врачи, а также высшие чиновники двора.
При царе существовал совет министров из касты брахманов, с которыми царь советовался.
Налоги собирались с земли и торговли. Государство монопольно владело медными рудниками.
Брамины, а также монастыри и храмы получали в кормление территории и деревни, а также ресурсы. При этом им давалось право собирать налоги и получать доход с земель, а они сами были освобождены от налогов.
На всей территории вёлся учёт земель, которая делилась на частную и пустующую, пустующие земли находились в коллективной собственности. Имелась также категория земли, которая считалась непригодной и с неё не собирались налоги.
Страна делилась на административные регионы, вложеные иерархически — бхукти, мандала, вишая, пура (город) и агракара (группа деревень).
Регионы управлялись губернаторами и чиновниками.

### ДинастияВарман

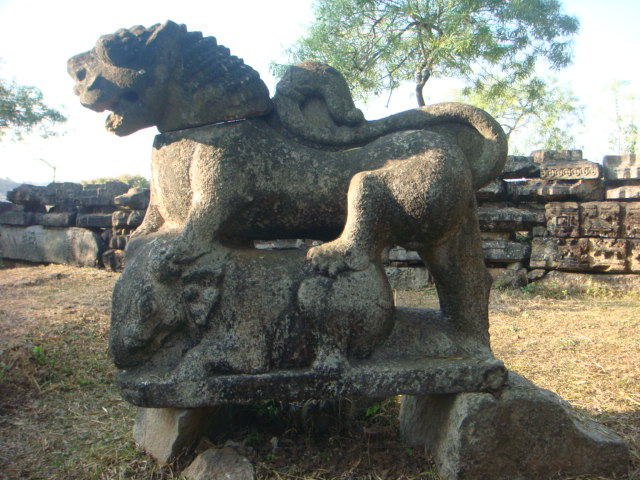
Ассамский лев, найден при раскопках в Мадан Камдеве, от дворца Камарупа (IX—X века).

Династию Варман основал Пушьяварман (350—374), одержав победы над многочисленными внешними и внутренними врагами. Его сын Самудраварман (374—398) был признан царём-гегемоном окрестными князьями. Последующие цари старались всё более укреплять и расширять царство. Нараянаварман (494—518) и его сын Бхутиварман (518—542) совершали ритуалы ашвамедха (жертвования коня). Согласно Нидханпурской надписи Бхаскавармана, они заняли область Чандрапури висая, соответствующая современному округу Силхет в Бангладеш. Таким образом, небольшое крепкое царство Пушьявармана возрастало и поглощало малые царства и княжества на территории Бангладеш.
После роста царства вплоть до правления Бхутивармана Камарупу атаковал с запада Ясодхарман (525—535), царь Малва.
Внук Бхутивармана, царь Стхитаварман (566—590), победил царя Гауду из Карнасуварны и организовал две церемонии ашвамедха. Его сын Сустхитаварман (590—600) попал под атаку царя Махасенагупта из Восточной Малвы. Запутанные системы отношения, зависимостей и альянсов варманских царей приводили к частым вторжениям. В данном случае Камарупа была в союзе с Маукхари против Гаура, который был в союзе с Малвой. Сустхитаварман погиб при вторжении из Гаура, и оба его сына Супратхистхиварман и Бхаскарварман были взяты в плен и увезены в Гаур после атаки слонов. Они смогли вернуться в своё царство предположительно после определённых обещаний о союзничестве. Супратхистхиварман правил примерно пять лет 595—600, и умер, не оставив наследников.
После Супратхистхивармана пришёл к власти его брат Бхаскарварман (600—650), правление которого было долгим и блистательным. О нём сохранилось много сведений, потому что его правление пришлось на путешествие Сюаньцзана в Индию. Бхаскарварман собрал большие силы и смог вторгнуться в Гаур, куда он когда-то был увезён в плен. Предварительно он заключил союз с царём Харшавардхана, который в 606 году взошёл на трон в городе Тханесар, после того как гаурский царь Шашанка убил его брата, предыдущего царя. Харшавардхана смогло завоевать царство Маукхари, лишившееся царя, и столица была перемещена в Канаудж. Заключение союза между Бхаскарварманом и царством Харшавардхана привело к тому, что Гаур оказался зажат с двух сторон и по меньшей мере привело к потере территории (хотя не ясно, было ли нанесено Гауру окончательное поражение). На Нидханпурской медной плате было написано о победе и взятии столицы Гаура Карнасуварна (теперь Муршидадабад, Западная Бенгалия).
Около 643 года Сюаньцзан был приглашён ко двору царя Бхаскарвармана. По сведениям Сюаньцзана, западноё границей Камарупы была река Каратоя. В сопровождении царя, Сюаньцзан направился в столицу Канаудж, а оттуда в Праягу на большой религиозный праздник. Предположительно Бхаскарварман имел отношения с Китаем. Он спел Сюаньцзану китайскую песню династии Цзинь (265—420), которая была популярна в Камарупе.

### ДинастияМлеччха
После того как умер Бхаскарварман, власть приобрёл Салатскамба (655—670), из местного рода Млеччха (на санскрите пренебрежительно означает «низкородный», неверный). Столицей этого царства стал город Хадапешвара, соответствующий деревне Дах Парбатья около Тезпура. Об этой династии осталось очень мало сведений. Последним правителем был Тьяга Сингха (890—900).

### Династия Пала
После того, как царь Тьягасимха умер, не оставив наследника, Брахмапала из семьи Баума (900—920) был избран царём, подобно первому царю бенгальской династии Пала, Гопале, за что, вероятно, новая династия и получила название Пала. Две династии не были связаны между собой, правители Камарупы являлись индуистами в отличие от буддийских потомков Гопалы.
Столица была перенесена в Дурджаю, недалеко от современного города Гувахати.
Последним царём был Джаяпала (1075—1100). В это время Камарупу атаковали представители династии Пала во главе с царём Гаура Рамапалой.
Гаурский царь не смог удержать Камарупу, и Тимгьядева (1110—1126) какое-то время правил независимо.
С этого момента начался упадок государства Камарупа. В 1205 туркоманский генерал Мухаммад-и-Бахтияр проходил через Камарупу в походе против Тибета. В 1257 Юзбак победил правителя Камарупы, но по причине сильных муссонных ливней не смог удержать столицу и был убит местным населением.
В западной части страны власть перешла к племени Бодо, Куч и Меч, которые входили в государство Камата.
В центральном Ассаме поднялось царство Качари, а на востоке царство Чутия. В этом регионе, между Качари и Чутия, позднее возникло государство Ахом.